# Saint-Germain-des-Prés metróállomás
A Saint-Germain-des-Prés egy metróállomás Franciaországban, Párizsban a párizsi metró 4-es metróvonalán. Tulajdonosa és üzemeltetője a RATP.

## Nevezetességek a közelben
| Név                                       | Típus                               | Koordináta                                               | Kép |
| ----------------------------------------- | ----------------------------------- | -------------------------------------------------------- | --- |
| Café de Flore                             | kávéház étterem                     | é. sz. 48,853889°, k. h. 2,332500°48.853889°N 2.332500°E |     |
| Les Deux Magots                           | étterem kávéház                     | é. sz. 48,853889°, k. h. 2,333056°48.853889°N 2.333056°E |     |
| Lipp                                      | söröző-vendéglő                     | é. sz. 48,854122°, k. h. 2,332628°48.854122°N 2.332628°E |     |
| Mabillon                                  | metróállomás föld alatti állomás    | é. sz. 48,85278°, k. h. 2,33528°48.852780°N 2.335280°E   |     |
| Musée national Eugène-Delacroix           | szépművészeti múzeum nemzeti múzeum | é. sz. 48,8546°, k. h. 2,3354°48.854600°N 2.335400°E     |     |
| Prison de l'Abbaye                        | börtön                              | é. sz. 48,8531°, k. h. 2,3351°48.853100°N 2.335100°E     |     |
| Saint-Germain Cemetery                    | temető                              | é. sz. 48,854444°, k. h. 2,330833°48.854444°N 2.330833°E |     |
| Ukrainian Catholic Cathedral              | székesegyház                        | é. sz. 48,854444°, k. h. 2,330833°48.854444°N 2.330833°E |     |
| boulevard Saint-Germain                   | körút                               | é. sz. 48,852972°, k. h. 2,336306°48.852972°N 2.336306°E |     |
| cimetière des Saints-Pères                | temető                              | é. sz. 48,855322°, k. h. 2,330886°48.855322°N 2.330886°E |     |
| place Jean-Paul-Sartre-Simone-de-Beauvoir | tér                                 | é. sz. 48,853833°, k. h. 2,333333°48.853833°N 2.333333°E |     |
| place Saint-Germain-des-Prés              | tér                                 | é. sz. 48,85420°, k. h. 2,33347°48.854200°N 2.333470°E   |     |
| place d'Acadie                            | tér                                 | é. sz. 48,853056°, k. h. 2,335833°48.853056°N 2.335833°E |     |
| rue Bonaparte                             | utca                                | é. sz. 48,853056°, k. h. 2,333056°48.853056°N 2.333056°E |     |
| rue de Seine                              | utca                                | é. sz. 48,854167°, k. h. 2,336944°48.854167°N 2.336944°E |     |
| saint-germain-des-prés-i apátság          | kolostor                            | é. sz. 48,853889°, k. h. 2,334444°48.853889°N 2.334444°E |     |

## Metróvonalak
Az állomást az alábbi metróvonalak érintik:
- 4-es metróvonal

## Kapcsolódó állomások
A metróállomáshoz az alábbi állomások vannak a legközelebb:
- Odéon (Porte de Clignancourt, 4-es metróvonal)
- Saint-Sulpice (Bagneux–Lucie Aubrac metróállomás, 4-es metróvonal)